# Skrajne Solisko
Skrajne Solisko (słow. Predné Solisko, niem. Vorderer Solisko, węg. Elülső-Szoliszkó-kúp) – najdalej wysunięty na południe szczyt w Grani Soliska o wysokości 2093 lub 2119 lub 2117 m n.p.m. znajdujący się w słowackich Tatrach Wysokich. Skrajne Solisko od Młynickiego Soliska oddziela dwusiodłowa Smrekowicka Przełęcz.
Skrajne Solisko opada w kierunku Szczyrbskiego Jeziora długim stokiem. W środkowej części pokryty jest kosodrzewiną i piargami, natomiast w dolnej lasem. Na stoku tym, na wysokości 1820–1840 m znajduje się górna stacja kolejki, budynki wyciągu narciarskiego i schronisko na Solisku. Trasa narciarska o długości ok. 3 km prowadzi na południe, do północnych brzegów Szczyrbskiego Jeziora, gdzie znajduje się stacja dolna. Budowa wyciągu i trasy została ukończona w 1943 r.
Na Skrajne Solisko turyści wchodzili od dawna, zarówno zimą, jak i latem. Wejścia te nie były jednak dokumentowane aż do 1906 r. Obecnie na wierzchołek Skrajnego Soliska prowadzi znakowany czerwono szlak turystyczny. Widok ze Skrajnego Soliska roztacza się w kierunku południowym, na Spisz i Liptów. Tatry są widoczne, jednak widok jest ograniczony do Doliny Furkotnej i Młynickiej. Na wierzchołku od 5 października 2013 znajduje się drewniany krzyż wysokości około 3 m.
Pierwsze znane wejście turystyczne: Günter Oskar Dyhrenfurth i Hermann Rumpelt, 3 czerwca 1906 r. – letnie.

## Szlaki turystyczne
– czerwony szlak rozpoczynający się przy schronisku na Solisku i prowadzący wzdłuż grani na Skrajne Solisko. Czas przejścia: 1 h, ↓ 30 min